# Kanō Mitsunobu
Kanō Mitsunobu (狩野 光信
, 1565–1608) era hijo de Kanō Eitoku y fue un artista influyente de la escuela Kanō de pintura japonesa.

## Biografía
No se sabe con seguridad el año de nacimiento de Mitsunobu, acontecido en 1561 o 1565. El registro más temprano de su implicación en un proyecto importante fue con su padre, cuando este recibió el encargo de pintar elementos del Castillo Azuchi de Oda Nobunaga. También trabajó con su padre en otros varios castillos y palacios, incluyendo el Castillo de Osaka, Kyoto Gosho, y el palacio Jurakudai de Toyotomi Hideyoshi.
Recibió un encargo de Toyotomi Hideyori para pintar el techo de la sala principal del Shōkoku-ji en Kioto con dragones.
Tras la muerte de su padre en 1590, Mitsunobu se convirtió en el cabeza de familia y de la escuela. Se puso al mando del proyecto del Palacio Imperial de Kyoto y siguió recibiendo numerosos encargos ilustres. Aun así, en parte debido a sus escasas habilidades de liderazgo y poca capacidad política, perdió numerosos encargos y patronazgos contra la rival escuela Hasegawa de pintura.

## Estilo

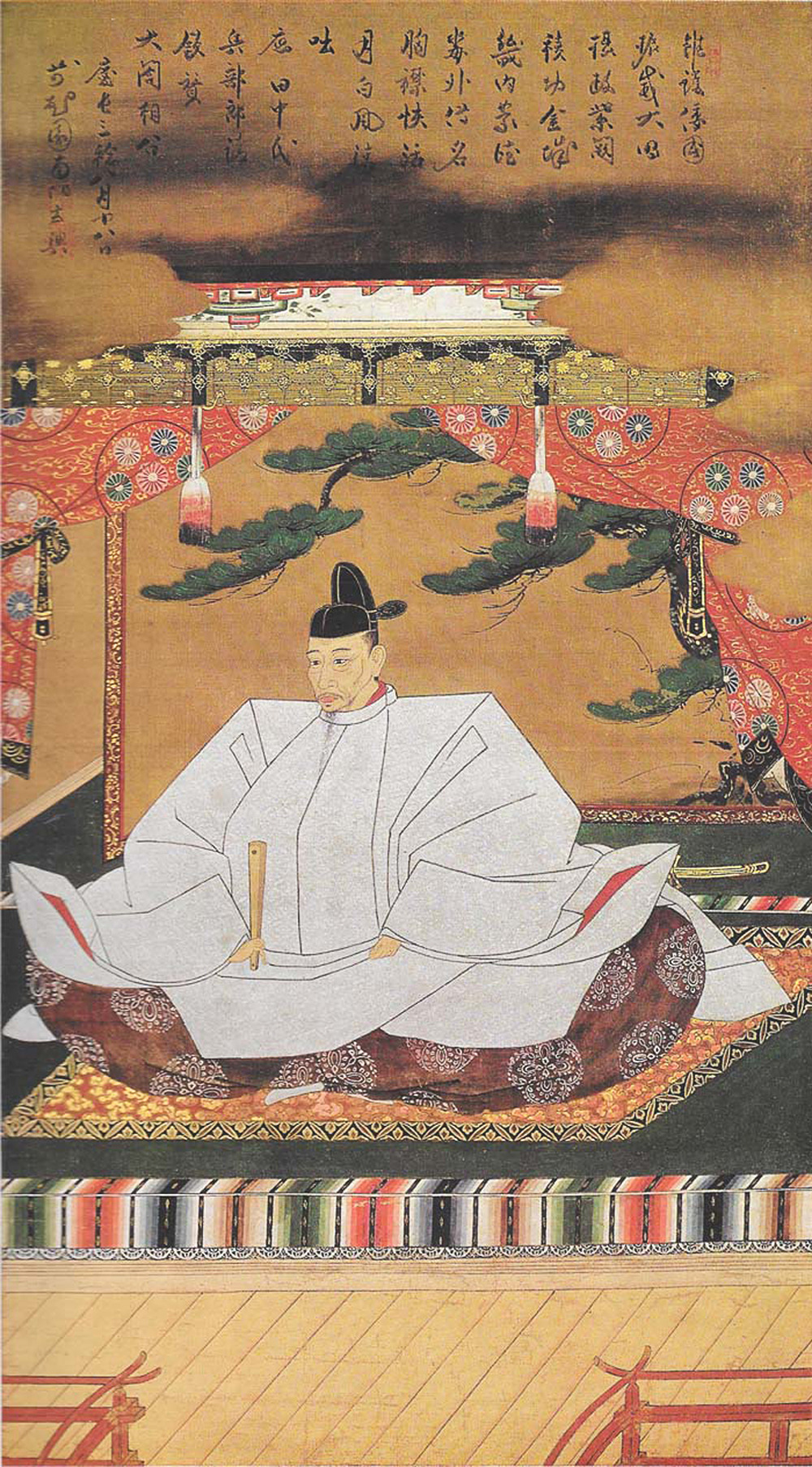
Retrato de Toyotomi Hideyoshi, por Kanō Mitsunobu

Aun siendo un maestro fundamental del estilo de la escuela Kanō y de la de su padre, Mitsunobu expresó sus propios elementos y habilidades en sus obras. Sus pinturas en color de flores, de árboles y de temas similares hicieron un uso extenso del pan de oro, como la mayoría de las pinturas Kanō, pero también mostró una delicada, elegante y suave ligereza.